# Kirchentellinsfurt
Kirchentellinsfurt là một đô thị ở huyện Tübingen trong bang Baden-Württemberg nước Đức, cự ly khoảng 7 km về phía đông thành phố Tübingen và 7 km về phía tây bắc Reutlingen. 
Gần đô thị này, sông Echaz chảy vào sông Neckar.